# Dworzec autobusowy Śródka
Dworzec autobusowy Śródka – zlokalizowany przy rondzie Śródka w Poznaniu węzeł przesiadkowy miejskiej i podmiejskiej komunikacji autobusowej.

## Historia
Miasto Poznań wynegocjowało z koncernem Esso, że dworzec autobusowy zostanie wybudowany wraz ze stacją paliw, z funduszy tej firmy. Budynek dworca, zadaszone perony oraz stacja paliw zostały ukończone w 1993 roku i oddane do użytku 20 kwietnia.

## Zabudowa[1]
- powierzchnia działki: 10 523 m²
  - plac manewrowy, jezdnie i chodniki: 9 287 m²
  - zieleń: 600 m²
  - budynek dworca: 348,6 m²
    - powierzchnia użytkowa: 238 m²
    - kubatura: 1 220 m³

  - stalowa 5-przęsłowa konstrukcja zadaszenia peronów: 1 682 m²
    - powierzchnia użytkowa: 1 248 m²
    - kubatura: 6 614 m³
    - wysokość do dachu: 5 m[4]

## Dane adresowe
ul. Jana Pawła II 4,
60-995 Poznań

## Linie autobusowe
Poza wymienionymi poniżej liniami, swoje przystanki przelotowe na dworcu posiadają również linie nocne nr: 213, 223, 227.

Na dworcu tym rozpoczynają także swój bieg linie obsługiwane przez SPK Swarzędz: 400, 401, 405, 406, 407, 412.
| linia             | trasa |
| linie dzienne     | linie dzienne |
| ----------------- | --- |
| 157               | RONDO ŚRÓDKA – Prymasa Stefana Wyszyńskiego – Rondo Śródka – Jana Pawła II – abpa Antoniego Baraniaka – abpa Walentego Dymka – Browarna – Światopełka – Rondo Obrońców Grodna – Światopełka – Warszawska – Mogileńska – Pusta – MOGILEŃSKA (powrót: MOGILEŃSKA – ... – Jana Pawła II – Rondo Śródka – Jana Pawła II – RONDO ŚRÓDKA) przystanki: RONDO ŚRÓDKA – Baraniaka – Katowicka – Wołkowyska n/ż – Wiankowa n/ż – Chartowo – Biała Góra n/ż – Żelazna – os. Przemysława – Piwna – Browarna Młyn n/ż – Ziemowita n/ż – Sobiesława n/ż – Światopełka – Bożeny n/ż (← RONDO ŚRÓDKA) – Miłostowo – MOGILEŃSKA |
| 167               | RONDO ŚRÓDKA – Prymasa Stefana Wyszyńskiego – Rondo Śródka – Prymasa Stefana Wyszyńskiego – Most Mieszka I – Prymasa Stefana Wyszyńskiego – Most Bolesława Chrobrego – Ewarysta Estkowskiego – Garbary – Naramowicka – Radojewo – Piołunowa – RADOJEWO (powrót: RADOJEWO – Piołunowa – Podbiałowa – Radojewo – ... – Prymasa Stefana Wyszyńskiego – Rondo Śródka – Jana Pawła II – RONDO ŚRÓDKA) przystanki: RONDO ŚRÓDKA – Rondo Śródka (→ RADOJEWO; przystanek na ul. Wyszyńskiego) – Katedra – Małe Garbary – Grochowe Łąki (← RONDO ŚRÓDKA) – Garbary – Winogrady n/ż – Wilczak – Naramowicka/Serbska – Włodarska – Naramowicka – Naramowice – Rubież – Bronisza – Burysława – Maków Polnych – Kresowa – Widłakowa n/ż – Rumiankowa n/ż – Dziurawcowa n/ż – Umultowo n/ż – Łopianowa – os. Lubczykowa Góra – Arnikowa n/ż – Radojewo I n/ż (← RONDO ŚRÓDKA) – RADOJEWO |
| 173               | RONDO ŚRÓDKA – Prymasa Stefana Wyszyńskiego – Rondo Śródka – Podwale – Zawady – Główna – Gnieźnieńska – Bogucin/Gnieźnieńska – Bałtycka – Janikowska – JANIKOWO (powrót: JANIKOWO/OGRODNICZA – Janikowo/Asfaltowa – Janikowska – JANIKOWO – Bałtycka – Gnieźnieńska – Główna – Zawady – Podwale – Rondo Śródka – Jana Pawła II – RONDO ŚRÓDKA) - wyznaczone kursy: RONDO ŚRÓDKA – ... – Janikowska – Janikowo/Asfaltowa – JANIKOWO/OGRODNICZA przystanki: RONDO ŚRÓDKA – Rondo Śródka (→ JANIKOWO; przystanek na ul. Podwale) – Zawady n/ż – Koronkarska – Studzienna n/ż – Rynek Wschodni – Główna – Urwista n/ż – Gnieźnieńska n/ż – Gnieźnieńska/Cmentarz – Gnieźnieńska I n/ż – Bogucin/Bałtycka n/ż – Bogucin/Pętla – Janikowska n/ż – Prząśniczki n/ż – JANIKOWO - wyznaczone kursy: RONDO ŚRÓDKA – ... – JANIKOWO – Janikowo/Asfaltowa n/ż – JANIKOWO/OGRODNICZA |
| 178               | RONDO ŚRÓDKA – Prymasa Stefana Wyszyńskiego – Rondo Śródka – Podwale – Prymasa Augusta Hlonda – Bałtycka – Most Lecha – Lechicka – Murawa – Rondo Solidarności – al. Solidarności – Piątkowska – Lechicka – Rondo Obornickie – Obornicka – Szarych Szeregów – SZARYCH SZEREGÓW (powrót: SZARYCH SZEREGÓW – ... – Podwale – Rondo Śródka – Jana Pawła II – RONDO ŚRÓDKA) przystanki: RONDO ŚRÓDKA – Rondo Śródka (→ SZARYCH SZEREGÓW; przystanek na ul. Podwale) – Zawady n/ż – Hlonda n/ż – Smolna – Chemiczna n/ż – Wilczy Młyn – os. Wichrowe Wzgórze – os. Kosmonautów – Rondo Solidarności (→ SZARYCH SZEREGÓW) – os. Zwycięstwa – Aleje Solidarności – os. Powstańców Warszawy (← OS. SOBIESKIEGO) – Trójpole – Piątkowska – Obornicka n/ż – Stróżyńskiego n/ż – Hulewiczów n/ż – Łęgowskiego n/ż – Łęgowskiego I n/ż (← RONDO ŚRÓDKA) – Szarych Szeregów I n/ż – SZARYCH SZEREGÓW |
| 183               | RONDO ŚRÓDKA – Prymasa Stefana Wyszyńskiego – Rondo Śródka – Prymasa Stefana Wyszyńskiego – Most Mieszka I – Prymasa Stefana Wyszyńskiego – Most Bolesława Chrobrego – Ewarysta Estkowskiego – Garbary – Naramowicka – Serbska – Rondo Solidarności – al. Solidarności – Dojazd – Adama Wrzoska – Dojazd – Lutycka – Szczawnicka – Druskienicka – Jasielska – Strzeszyńska – Rondo Cichowiczów – Strzeszyńska – Rondo ks. Antoniego Sroki – Szarych Szeregów – SZARYCH SZEREGÓW (powrót: SZARYCH SZEREGÓW – ... – Prymasa Stefana Wyszyńskiego – Rondo Śródka – Jana Pawła II – RONDO ŚRÓDKA) przystanki: RONDO ŚRÓDKA – Rondo Śródka (→ SZARYCH SZEREGÓW; przystanek na ul. Wyszyńskiego) – Katedra – Małe Garbary – Grochowe Łąki (← RONDO ŚRÓDKA) – Garbary – Winogrady n/ż – Wilczak – Naramowicka/Serbska – Rondo Solidarności – Połabska – os. Zwycięstwa – Aleje Solidarności – os. Powstańców Warszawy (← RONDO ŚRÓDKA) – os. Winiary – Dojazd n/ż – Dojazd Szpital – Lutycka I n/ż – Lutycka II n/ż – Szczawnicka n/ż – Truskawiecka n/ż – Druskienicka – os. Reduta n/ż – Jasielska n/ż – Strzeszyńska II – Tułodzieckiej – Rzepeckiej – Białczańska – SZARYCH SZEREGÓW |
| 185               | RONDO ŚRÓDKA – Prymasa Stefana Wyszyńskiego – Rondo Śródka – Podwale – Zawady – Główna – Gdyńska – Bałtycka – Most Lecha – Lechicka – Serbska – Rondo Solidarności – Murawa – Lechicka – Umultowska – Stanisława Wiechowicza – Karola Kurpińskiego – Zygmunta Wojciechowskiego – Mariana Jaroczyńskiego – Franciszka Stróżyńskiego – Karola Szymanowskiego – Tadeusza Szeligowskiego – OS. SOBIESKIEGO przystanki: RONDO ŚRÓDKA – Rondo Śródka (→ OS. SOBIESKIEGO; przystanek na ul. Podwale) – Zawady n/ż – Koronkarska – Studzienna n/ż – Rynek Wschodni – Główna – Bałtycka – Chemiczna n/ż – Wilczak II – Naramowicka/Serbska – Rondo Solidarności – os. Kosmonautów – os. Wichrowe Wzgórze – Estońska n/ż – Umultowska – Sarmacka – Stoińskiego – os. B. Śmiałego – Kurpińskiego – Wojciechowskiego – os. Chobrego – os. Jagiełły – Wieża RTV – os. Zygmunta Starego – Szymanowskiego – Szeligowskiego – OS. SOBIESKIEGO |
| linie nocne       | |
| 252               | RONDO ŚRÓDKA – Prymasa Stefana Wyszyńskiego – Rondo Śródka – Podwale – Zawady – Główna – Gdyńska – Koziegłowy/Gdyńska – Czerwonak/Gdyńska – Owińska/Kolejowa – Owińska/Dworcowa – Owińska/Zielona – Owińska/Antoniego Piotrowskiego – Owińska/Bydgoska – Bolechowo/Poznańska – Bolechowo/Poligonowa – Bolechowo-Osiedle/Wojska Polskiego – Bolechowo-Osiedle/Obornicka – Szlachęcin/Obornicka – Szlachęcin – Murowana Goślina/Generała Tadeusza Kutrzeby – Murowana Goślina/Długa – Murowana Goślina/Rondo Zielone Wzgórza – Murowana Goślina/Poznańska – Murowana Goślina/Mostowa – Murowana Goślina/Kolejowa – Murowana Goślina/Polna – Murowana Goślina/Rogozińska – Przebędowo/Rogozińska – Przebędowo – PRZEBĘDOWO/PĘTLA (powrót: PRZEBĘDOWO/PĘTLA – ... – Murowana Goślina/Kolejowa – Murowana Goślina/Wojska Polskiego – Murowana Goślina/Poznańska – ... – Podwale – Rondo Śródka – Jana Pawła II – RONDO ŚRÓDKA) - wyznaczone kursy w weekendy: RONDO ŚRÓDKA – ... – Bolechowo-Osiedle/Wojska Polskiego – Promnice/Wojska Polskiego – Biedrusko/Wolności – Biedrusko/1 Maja – Biedrusko/Parkowa – Biedrusko/Zjednoczenia – BIEDRUSKO/PARK przystanki: RONDO ŚRÓDKA – Zawady – Koronkarska – Studzienna – Rynek Wschodni – Główna – Bałtycka – Gdyńska I – Gdyńska II – Gdyńska Karolin – Koziegłowy/Piaskowa COŚ – Koziegłowy/Lipowa – Czerwonak/Szkolna – Czerwonak/Stacja – Czerwonak/Kręta – Czerwonak/os. Przylesie – Czerwonak/Elewator – Miękowo/Kolejowa – Owińska/Gospodarstwo Ogrodnicze – Owińska/Parkowa – Owińska/Stacja – Owińska/Lipowa – Owińska/ks. Piotrowskiego – Bolechowo/Przejazd – Bolechowo/Poligonowa – Bolechowo-Osiedle/Szkoła – Bolechowo-Osiedle/Wojska Polskiego – Bolechowo-Osiedle/Fabryka Autobusów – Bolechowo-Osiedle/Kasztanowa – Szlachęcin – Murowana Goślina/Leśna – Murowana Goślina/Nowy Rynek – Murowana Goślina/Kręta – Murowana Goślina/Cmentarz – Murowana Goślina/Poznańska – Murowana Goślina/Dworzec – Murowana Goślina/Polna – Murowana Goślina/Okrężna – Przebędowo/Park – PRZEBĘDOWO/PĘTLA - wyznaczone kursy w weekendy: RONDO ŚRÓDKA – ... – Bolechowo-Osiedle/Szkoła – Promnice/Północna – BIEDRUSKO/PARK Uwaga: na linii nocnej wszystkie przystanki pomiędzy końcowymi są traktowane jako „na żądanie” |
| linie podmiejskie | |
| 312               | RONDO ŚRÓDKA – Prymasa Stefana Wyszyńskiego – Rondo Śródka – Podwale – Zawady – Główna – Gdyńska – Koziegłowy/Gdyńska – Czerwonak/Gdyńska – Miękowo/Poznańska – Owińska/Poznańska – Owińska/Kolejowa – Owińska/Dworcowa – Owińska/Antoniego Piotrowskiego – Owińska/Bydgoska – Bolechowo/Poznańska – Bolechowo/Poligonowa – Bolechowo-Osiedle/Wojska Polskiego – Promnice/Wojska Polskiego – Promnice/Północna – PROMNICE/PÓŁNOCNA (powrót: PROMNICE/PÓŁNOCNA – ... – Podwale – Rondo Śródka – Jana Pawła II – RONDO ŚRÓDKA) - wyznaczone kursy: - przez Czerwonak: RONDO ŚRÓDKA – ... – Czerwonak/Gdyńska – Czerwonak/Leśna – Czerwonak/Zdroje – Czerwonak/Brzozowa – Czerwonak/Zdroje – Czerwonak/Źródlana – Czerwonak/Leśna – Czerwonak/Gdyńska – ... – PROMNICE/PÓŁNOCNA - przez Bolechowo-Osiedle: RONDO ŚRÓDKA – ... – Bolechowo-Osiedle/Wojska Polskiego – Bolechowo-Osiedle/Obornicka – Bolechowo-Osiedle/Przemysłowa – Bolechowo-Osiedle/Obornicka – Bolechowo-Osiedle/Wojska Polskiego – ... – PROMNICE/PÓŁNOCNA przystanki: RONDO ŚRÓDKA – Rondo Śródka (→ PROMNICE/PÓŁNOCNA; przystanek na ul. Podwale) – Zawady – Koronkarska – Studzienna – Rynek Wschodni – Główna – Bałtycka – Gdyńska I – Gdyńska II – Gdyńska Karolin – Koziegłowy/Piaskowa COŚ – Koziegłowy/Lipowa – Czerwonak/Szkolna – Czerwonak/Stacja – Czerwonak/Kręta – Czerwonak/os. Przylesie – Czerwonak/Elewator – Miękowo/Kolejowa – Owińska/Gospodarstwo Ogrodnicze – Owińska/Parkowa – Owińska/Stacja – Owińska/Lipowa – Owińska/ks. Piotrowskiego – Bolechowo/Przejazd – Bolechowo/Poligonowa – Bolechowo-Osiedle/Szkoła – PROMNICE/PÓŁNOCNA - wyznaczone kursy: - przez Czerwonak: RONDO ŚRÓDKA – ... – Czerwonak/Szkolna – Czerwonak/Szkolna n/ż – Czerwonak/Żurawia n/ż (→ PROMNICE/PÓŁNOCNA) – Czerwonak/Gajowa n/ż – Czerwonak/Zdroje – Czerwonak/Urząd Gminy n/ż (→ PROMNICE/PÓŁNOCNA) – Czerwonak/Szkolna n/ż – Czerwonak/Szkolna – ... – PROMNICE/PÓŁNOCNA - przez Bolechowo-Osiedle: RONDO ŚRÓDKA – ... – Bolechowo-Osiedle/Szkoła – Bolechowo-Osiedle/wojska Polskiego – Bolechowo-Osiedle/Fabryka Autobusów n/ż – Bolechowo-Osiedle/Kasztanowa n/ż – Bolechowo-Osiedle/Zespół Szkół – Bolechowo-Osiedle/Kasztanowa n/ż – ... – Bolechowo-Osiedle/Wojska Polskiego – PROMNICE/PÓŁNOCNA |
| 320               | RONDO ŚRÓDKA – Prymasa Stefana Wyszyńskiego – Rondo Śródka – Podwale – Zawady – Główna – Gdyńska – Koziegłowy/Gdyńska – Koziegłowy/Poznańska – Koziegłowy/Generała Stanisława Taczaka – Koziegłowy/Piaskowa – KOZIEGŁOWY/ZAKŁADY DROBIARSKIE (powrót: KOZIEGŁOWY/ZAKŁADY DROBIARSKIE – ... – Podwale – Rondo Śródka – Jana Pawła II – RONDO ŚRÓDKA) przystanki: RONDO ŚRÓDKA – Rondo Śródka (→ KOZIEGŁOWY/ZAKŁADY DROBIARSKIE; przystanek na ul. Podwale) – Zawady n/ż – Koronkarska – Studzienna n/ż – Rynek Wschodni – Główna – Bałtycka – Gdyńska I n/ż – Gdyńska II n/ż – Gdyńska Karolin – Koziegłowy/os. Karolin – Koziegłowy/Krótka – Koziegłowy/Taczaka I n/ż – Koziegłowy/Taczaka II n/ż – KOZIEGŁOWY/ZAKŁADY DROBIARSKIE |
| 321               | RONDO ŚRÓDKA – Prymasa Stefana Wyszyńskiego – Rondo Śródka – Podwale – Zawady – Główna – Gdyńska – Koziegłowy/Gdyńska – Koziegłowy/Poznańska – Kicin/Poznańska – Kicin/Wodna – KICIN/PĘTLA (powrót: KICIN/PĘTLA – Kicin/Nowe Osiedle – Kicin/Poznańska – ... – Podwale – Rondo Śródka – Jana Pawła II – RONDO ŚRÓDKA) przystanki: RONDO ŚRÓDKA – Rondo Śródka (→ KICIN/PĘTLA; przystanek na ul. Podwale) – Zawady n/ż – Koronkarska – Studzienna n/ż – Rynek Wschodni – Główna – Bałtycka – Gdyńska I n/ż – Gdyńska II n/ż – Gdyńska Karolin – Koziegłowy/os. Karolin – Koziegłowy/Krótka – Koziegłowy/Działki n/ż – Kicin/Jonschera n/ż – Kicin/Szkoła – KICIN/PĘTLA |
| 323               | RONDO ŚRÓDKA – Prymasa Stefana Wyszyńskiego – Rondo Śródka – Podwale – Zawady – Główna – Gdyńska – Koziegłowy/Gdyńska – Koziegłowy/Poznańska – Kicin/Poznańska – Kliny/Poznańska – Mielno/Poznańska – Wierzonka/Gminna – Wierzonka/Karłowicka – Dębogóra/Karłowicka – Karłowice/Kasztanowa – Tuczno/Wronczyńska – TUCZNO/PĘTLA (powrót: TUCZNO/PĘTLA – ... – Podwale – Rondo Śródka – Jana Pawła II – RONDO ŚRÓDKA) przystanki: – Kicin/Rolna n/ż – Kliny/Trakt n/ż – Kliny/Orla n/ż – Kliny/Cmentarz Ewangelicki n/ż – Kliny/Brozowa n/ż – Mielno/Łąkowa n/ż – Mielno/Lisia n/ż – Wierzonka/Jednostka Wojskowa n/ż – Wierzonka/Pętla – Wierzonka/Szkoła n/ż – Dębogóra/Kasztanowa n/ż – Karłowice/Dwór n/ż – Karłowice/Pętla – TUCZNO/PĘTLA |
| 341               | RONDO ŚRÓDKA – Prymasa Stefana Wyszyńskiego – Rondo Śródka – Podwale – Zawady – Główna – Gdyńska – Koziegłowy/Gdyńska – Czerwonak/Gdyńska – Miękowo/Gdyńska – Miękowo/Poznańska – Owińska/Poznańska – Owińska/Bydgoska – Bolechowo/Poznańska – Bolechowo-Osiedle/Obornicka – Szlachęcin/Obornicka – Szlachęcin – Murowana Goślina/Generała Tadeusza Kutrzeby – Murowana Goślina/Długa – Murowana Goślina/Rondo Zielone Wzgórza – Murowana Goślina/Poznańska – Murowana Goślina/Mostowa – Murowana Goślina/Kolejowa – Murowana Goślina/Polna – Murowana Goślina/Rogozińska – Przebędowo/Rogozińska – Przebędowo – PRZEBĘDOWO/PĘTLA (powrót: PRZEBĘDOWO/PĘTLA – ... – Murowana Goślina/Kolejowa – Murowana Goślina/Wojska Polskiego – Murowana Goślina/Poznańska – ... – Podwale – Rondo Śródka – Jana Pawła II – RONDO ŚRÓDKA) przystanki: RONDO ŚRÓDKA – Rondo Śródka (→ PRZEBĘDOWO/PĘTLA; przystanek na ul. Podwale) – Zawady – Koronkarska – Studzienna – Rynek Wschodni – Główna – Bałtycka – Gdyńska I – Gdyńska II – Gdyńska Karolin – Koziegłowy/Piaskowa COŚ – Koziegłowy/Lipowa – Czerwonak/Szkolna – Czerwonak/Stacja – Czerwonak/Kręta – Czerwonak/os. Przylesie – Czerwonak/Elewator – Miękowo/Kolejowa – Owińska/Gospodarstwo Ogrodnicze – Owińska/Parkowa – Owińska/Stacja – Owińska/Lipowa – Owińska/ks. Piotrowskiego – Bolechowo-Osiedle/Ogrodowa n/ż – Bolechowo-Osiedle/Wojska Polskiego – Bolechowo-Osiedle/Fabryka Autobusów – Bolechowo-Osiedle/Kasztanowa – Szlachęcin – Murowana Goślina/Leśna – Murowana Goślina/Nowy Rynek – Murowana Goślina/Kręta – Murowana Goślina/Cmentarz – Murowana Goślina/Poznańska – Murowana Goślina/Dworzec – Murowana Goślina/Polna – Murowana Goślina/Okrężna – Przebędowo/Park – PRZEBĘDOWO/PĘTLA |
| 342               | RONDO ŚRÓDKA – Prymasa Stefana Wyszyńskiego – Rondo Śródka – Podwale – Zawady – Główna – Gdyńska – Koziegłowy/Gdyńska – Czerwonak/Gdyńska – Miękowo/Gdyńska – Miękowo/Poznańska – Owińska/Poznańska – Owińska/Kolejowa – Owińska/Dworcowa – Owińska/Antoniego Piotrowskiego – Owińska/Bydgoska – Bolechowo/Poznańska – Bolechowo/Poligonowa – Bolechowo-Osiedle/Wojska Polskiego – Bolechowo-Osiedle/Obornicka – Szlachęcin/Obornicka – Szlachęcin – Murowana Goślina/Generała Tadeusza Kutrzeby – Murowana Goślina/Długa – Murowana Goślina/Rondo Zielone Wzgórza – Murowana Goślina/Poznańska – Murowana Goślina/Mostowa – Murowana Goślina/Kolejowa – Murowana Goślina/Polna – Murowana Goślina/Rogozińska – Przebędowo/Rogozińska – Przebędowo – PRZEBĘDOWO/PĘTLA (powrót: PRZEBĘDOWO/PĘTLA – ... – Murowana Goślina/Kolejowa – Murowana Goślina/Wojska Polskiego – Murowana Goślina/Poznańska – ... – Podwale – Rondo Śródka – Jana Pawła II – RONDO ŚRÓDKA) - wyznaczone kursy: - przez Czerwonak: RONDO ŚRÓDKA – ... – Czerwonak/Gdyńska – Czerwonak/Leśna – Czerwonak/Zdroje – Czerwonak/Brzozowa – Czerwonak/Zdroje – Czerwonak/Źródlana – Czerwonak/Leśna – Czerwonak/Gdyńska – ... – PRZEBĘDOWO/PĘTLA - przez Promnice: RONDO ŚRÓDKA – ... – Bolechowo/Poligonowa – Bolechowo-Osiedle/Wojska Polskiego – Promnice/Wojska Polskiego – Promnice/Północna – Promnice/Wojska Polskiego – Bolechowo-Osiedle/Wojska Polskiego – ... – PRZEBĘDOWO/PĘTLA przystanki: RONDO ŚRÓDKA – Rondo Śródka (→ PRZEBĘDOWO/PĘTLA; przystanek na ul. Podwale) – Zawady – Koronkarska – Studzienna – Rynek Wschodni – Główna – Bałtycka – Gdyńska I – Gdyńska II – Gdyńska Karolin – Koziegłowy/Piaskowa COŚ – Koziegłowy/Lipowa – Czerwonak/Szkolna – Czerwonak/Stacja – Czerwonak/Kręta – Czerwonak/os. Przylesie – Czerwonak/Elewator – Miękowo/Kolejowa – Owińska/Gospodarstwo Ogrodnicze – Owińska/Parkowa – Owińska/Stacja – Owińska/Lipowa – Owińska/ks. Piotrowskiego – Bolechowo/Przejazd – Bolechowo/Poligonowa – Bolechowo-Osiedle/Szkoła – Bolechowo-Osiedle/Wojska Polskiego – Bolechowo-Osiedle/Fabryka Autobusów – Bolechowo-Osiedle/Kasztanowa – Szlachęcin – Murowana Goślina/Leśna – Murowana Goślina/Nowy Rynek – Murowana Goślina/Kręta – Murowana Goślina/Cmentarz – Murowana Goślina/Poznańska – Murowana Goślina/Dworzec – Murowana Goślina/Polna – Murowana Goślina/Okrężna – Przebędowo/Park – PRZEBĘDOWO/PĘTLA - wyznaczone kursy: - przez Czerwonak: RONDO ŚRÓDKA – ... – Czerwonak/Szkolna – Czerwonak/Szkolna n/ż – Czerwonak/Żurawia n/ż (→ PRZEBĘDOWO/PĘTLA) – Czerwonak/Gajowa n/ż – Czerwonak/Zdroje – Czerwonak/Urząd Gminy n/ż (→ PRZEBĘDOWO/PĘTLA) – Czerwonak/Szkolna n/ż – Czerwonak/Szkolna – ... – PRZEBĘDOWO/PĘTLA - przez Promnice: RONDO ŚRÓDKA – ... – Bolechowo-Osiedle/Szkoła – Promnice/Północna – Bolechowo-Osiedle/Szkoła – ... – PRZEBĘDOWO/PĘTLA |
| 911               | RONDO ŚRÓDKA – Prymasa Stefana Wyszyńskiego – Rondo Śródka – Prymasa Stefana Wyszyńskiego – Most Mieszka I – Prymasa Stefana Wyszyńskiego – Most Bolesława Chrobrego – Ewarysta Estkowskiego – Garbary – Szelągowska – Naramowicka – Radojewo – Biedrusko/Poznańska – Biedrusko/Parkowa – Biedrusko/Zjednoczenia – BIEDRUSKO/PARK (powrót: BIEDRUSKO/PARK – ... – Prymasa Stefana Wyszyńskiego – Rondo Śródka – Jana Pawła II – RONDO ŚRÓDKA) przystanki: RONDO ŚRÓDKA – Rondo Śródka (→ BIEDRUSKO/PARK; przystanek na ul. Wyszyńskiego) – Katedra – Małe Garbary – Grochowe Łąki – Garbary – Winogrady n/ż – Wilczak – Naramowicka/Serbska – Włodarska – Naramowicka – Naramowice – Rubież – Bronisza – Burysława – Maków Polnych – Kresowa – Widłakowa n/ż – Rumiankowa n/ż – Dziurawcowa n/ż – Umultowo n/ż – Łopianowa – os. Lubczykowa Góra – Arnikowa n/ż – Radojewo I n/ż (← RONDO ŚRÓDKA) – Radojewo (→ BIEDRUSKO/PARK) – Radojewo II n/ż – Biedrusko/Młyn n/ż – Biedrusko/Jesionowa n/ż – Biedrusko/Jednostka Wojskowa – BIEDRUSKO/PARK (powrót: BIEDRUSKO/PARK – ... – Radojewo II n/ż – Radojewo I n/ż – ... – RONDO ŚRÓDKA) |